# Club Olympique de Roubaix-Tourcoing
El Club Olympique de Roubaix Tourcoing fou un club de futbol francès de la ciutat de Roubaix.

## Història

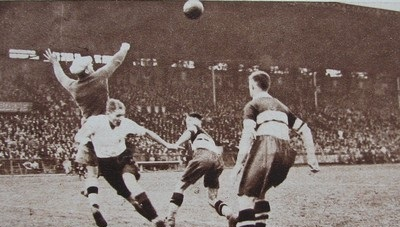
Final de la copa el 1933 entre Excelsior AC i RC Roubaix.

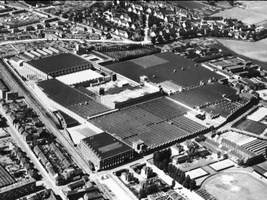
Seu del club.

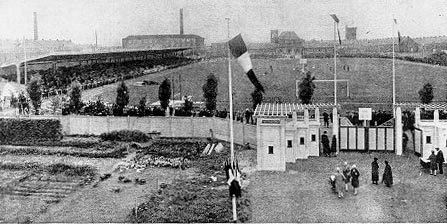
Stade Amédée-Prouvost el 1927.

El club va néixer el 1945 per la fusió dels clubs Excelsior AC Roubaix, RC Roubaix i US Tourcoing. El seu major triomf fou la lliga francesa de la temporada 1946-47. El club va ser desfet el 15 de juny de 1970.
|  |  | Union sportive roubaisienne 1919-1945         |                                               |                                               |                                               |                                               |                                               |  |  |                                               |                                  |                                  |                                  |                                  |                                  |  |  |                           |                           |                           |                           |                           |                           |  |  |  |  |  |  |  |  |  |  |  |  |  |  |
|  |  |                                               |                                               |                                               |                                               |                                               |                                               |  |  |                                               |                                  |                                  |                                  |                                  |                                  |  |  |                           |                           |                           |                           |                           |                           |  |  |  |  |  |  |  |  |  |  |  |  |  |  |
|  |  | Club olympique de Roubaix-Tourcoing 1945-1948 | Club olympique de Roubaix-Tourcoing 1945-1948 | Club olympique de Roubaix-Tourcoing 1945-1948 | Club olympique de Roubaix-Tourcoing 1945-1948 | Club olympique de Roubaix-Tourcoing 1945-1948 | Club olympique de Roubaix-Tourcoing 1945-1948 |  |  | Racing Club de Roubaix 1895-1948              | Racing Club de Roubaix 1895-1948 | Racing Club de Roubaix 1895-1948 | Racing Club de Roubaix 1895-1948 | Racing Club de Roubaix 1895-1948 | Racing Club de Roubaix 1895-1948 |  |  | Excelsior de R. 1922-1948 | Excelsior de R. 1922-1948 | Excelsior de R. 1922-1948 | Excelsior de R. 1922-1948 | Excelsior de R. 1922-1948 | Excelsior de R. 1922-1948 |  |  |  |  |  |  |  |  |  |  |  |  |  |  |
|  |  | Club olympique de Roubaix-Tourcoing 1945-1948 | Club olympique de Roubaix-Tourcoing 1945-1948 | Club olympique de Roubaix-Tourcoing 1945-1948 | Club olympique de Roubaix-Tourcoing 1945-1948 | Club olympique de Roubaix-Tourcoing 1945-1948 | Club olympique de Roubaix-Tourcoing 1945-1948 |  |  | Racing Club de Roubaix 1895-1948              | Racing Club de Roubaix 1895-1948 | Racing Club de Roubaix 1895-1948 | Racing Club de Roubaix 1895-1948 | Racing Club de Roubaix 1895-1948 | Racing Club de Roubaix 1895-1948 |  |  | Excelsior de R. 1922-1948 | Excelsior de R. 1922-1948 | Excelsior de R. 1922-1948 | Excelsior de R. 1922-1948 | Excelsior de R. 1922-1948 | Excelsior de R. 1922-1948 |  |  |  |  |  |  |  |  |  |  |  |  |  |  |
|  |  |                                               |                                               |                                               |                                               |                                               |                                               |  |  | Club olympique de Roubaix-Tourcoing 1948-1970 |                                  |                                  |                                  |                                  |                                  |  |  |                           |                           |                           |                           |                           |                           |  |  |  |  |  |  |  |  |  |  |  |  |  |  |
|  |  |                                               |                                               |                                               |                                               |                                               |                                               |  |  |                                               |                                  |                                  |                                  |                                  |                                  |  |  |                           |                           |                           |                           |                           |                           |  |  |  |  |  |  |  |  |  |  |  |  |  |  |
|  |  |                                               |                                               |                                               |                                               |                                               |                                               |  |  |                                               |                                  |                                  |                                  |                                  |                                  |  |  |                           |                           |                           |                           |                           |                           |  |  |  |  |  |  |  |  |  |  |  |  |  |  |
|  |  |                                               |                                               |                                               |                                               |                                               |                                               |  |  | Excelsior Athlétic Club de Roubaix 1970-1977  |                                  |                                  |                                  |                                  |                                  |  |  |                           |                           |                           |                           |                           |                           |  |  |  |  |  |  |  |  |  |  |  |  |  |  |
|  |  |                                               |                                               |                                               |                                               |                                               |                                               |  |  |                                               |                                  |                                  |                                  |                                  |                                  |  |  |                           |                           |                           |                           |                           |                           |  |  |  |  |  |  |  |  |  |  |  |  |  |  |

## Palmarès
- Lliga francesa de futbol: 
  - 1946-47

## Futbolistes destacats
Futbolistes internacionals amb França i partits mentre jugava al club:
- Julien Darui (1945-1951, 18)
- Roger Vandooren (1951, 1)
- Roger Boury (1952, 1)
- Lazare Gianessi (1952-1953, 7)

## Entrenadors
| - Jean Batmale 1945-1946 - Charles Demeillez 1946-1947 - Georges Winckelmans 1947-1948 - Ernest Payne 1948-1949 - Julien Darui 1949-1953 | - Marcel Desrousseaux 1953-1955 - Jean Baratte 1955-1955 - Stanis Laczny 1955-1959 - Robert Lemaitre 1959-1959 | - Jean Lechantre 1959-1960 - Maurice Blondel 1960-1962 - Jacques Favre 1962-1963 - Marcel Desrousseaux 1963-1964 Font: |